# Сноуборд на зимних Олимпийских играх 2022 — квалификация
В соревнованиях по сноуборду на зимних Олимпийских играх 2022 года выделено не более 238 квотных мест.
В рамках соревнований разыгрывается 11 комплектов наград (5 у мужчин, 5 у женщин и 1 смешанной дисциплине).

## Правила квалификации
Все олимпийские квоты будут распределены по итогам олимпийского квалификационного рейтинга FIS. По результатам квалификации для участия в Играх будут допущены 238 сноубордистов, выполнивших квалификационные критерии. Национальный олимпийский комитет имеет право на максимальную квоту всего 26 спортсменов (максимум 14 мужчин или 14 женщин). В каждой дисциплине одна страна может быть представлена не более, чем 4 спортсменами. Для каждой дисциплины установлены максимально возможное число спортсменов, которые смогут выступить в одной дисциплине.

### Квалификационные требования
Каждой дисциплине выделена определенная квота и требования отбора.
| Event                          | Мужчины | Женщины | Минимум очков FIS |
| ------------------------------ | ------- | ------- | ----------------- |
| Биг-эйр /Слоупстайл            | 30      | 30      | 50,00             |
| Хафпайп                        | 25      | 25      | 50,00             |
| Параллельный гигантский слалом | 32      | 32      | 100,00            |
| Сноуборд-кросс                 | 32      | 32      | 100,00            |
| Квота 238                      | 119     | 119     |                   |

- Биг-эйр и слоупстайл имеют комбинированную квоту в соревновании.

Возрастные ограничения
Все спортсмены, участвующие в Зимних Олимпийских играх в Пекине 2022 года, должны родиться до 1 января 2007 года.
Квалификационные критерии страны организатора
Если принимающая страна НОК Китая не заработала, по крайней мере, одно (1) квотное место на соревновании, одному (1) спортсмену на соревнование будет разрешено участвовать в пределах общей максимальной квоты в соответствующем соревнования при условии, что спортсмен соответствуют требованиям Квалификационных критериев отбора.
Квалификационный период
В соревнованиях по сноуборду для расчета используются рейтинговые баллы по результатам Кубка мира спортсмена с 1 июля 2019 года по 16 января 2022 года, а также дополнительно учитываются результаты на чемпионате мира FIS по сноуборду 2021 года.
Исключение только при расчете баллов в параллельном слаломе на сноуборде. Для расчета используются рейтинговые баллы по результатам Кубка мира спортсмена с 1 июля 2020 года по 16 января 2022 года, а также дополнительно учитываются результаты на чемпионате мира FIS по сноуборду 2021 года.
Окончательное распределение квот на турнир для мужчин или женщин производиться по списку спортсменов с наивысшим рейтингом баллов FIS на 17 января 2022 года.
Требования квалификации спортсменов
Распределение будет производиться по Списку распределения олимпийских квот путем присвоения одного (1) места квоты на спортсмена, включая место квоты принимающей страны, пока не будет достигнуто максимальное общее количество квот на соревнования в Параллельном гигантском слаломе, Хафпайп, Сноуборд-кроссе, Биг-эйр /Слоупстайл, для каждого пола.
При достижении НОК максимального количества из четырех (4) мест в соответствующем соревновании, оставшиеся спортсмены НОК больше не будут учитываться, и место будет выделено следующему подходящему НОК в списке распределения олимпийских квот.
Дополнительное участие для уже прошедших квалификацию спортсменов.
Хафпайп имеет квотные ограничения в 25 спортсменов как в мужских, так и в женских соревнованиях. Если спортсмены, которые квалифицировались в слоупстайле или биг-эйе и выполнили квалификационный стандарт в хафпайпе, также могут принять участие в соревновании, в результате чего общее количество спортсменов каждого пола в соревнований может достигать максимум 30. Аналогичным образом, соревнования по слоупстайлу и биг-эйду могут включать спортсменов, которые квалифицировались в хафпайпе, если общее количество каждого соревновании не превышает 30 каждого пола.
Участие в соревнованиях смешанных команд по сноуборд-кроссу
В соревнованиях по сноуборд-кроссу смешанных команд имеют право участвовать по одной команде НОК максимум с одним мужчиной и одной женщиной. Все спортсмены должны соответствовать критериям НОК и должны иметь право участвовать в индивидуальном соревновании по сноуборд-кроссу в соответствии Квалификационных критериев отбора.
Формирование команд продолжаться до тех пор, пока не наберется 16 команд НОК.

## Квалифицированные страны
Предварительное распределение по состоянию на 15 октября 2021 года. Квоты не гарантируются.
| Страна           | Мужчины | Мужчины | Мужчины | Мужчины | Женщины | Женщины | Женщины | Женщины | СКСК | Всего |
| Страна           | ХП      | ПГС     | СК      | СС/БЭ   | ХП      | ПГС     | СК      | СС/БЭ   | СКСК | Всего |
| ---------------- | ------- | ------- | ------- | ------- | ------- | ------- | ------- | ------- | ---- | ----- |
| Австралия        | 2       |         | 4       | 1       | 1       |         | 2       | 1       |      | 11    |
| Австрия          |         | 4       | 4       | 1       |         | 4 3     | 1+1     | 1       |      | 14    |
| Андорра          |         |         |         |         |         |         | 0+1     |         |      | 1     |
| Бельгия          |         |         |         |         |         |         |         | 1       |      | 1     |
| Болгария         |         | 1       |         |         |         |         |         |         |      | 1     |
| Великобритания   |         |         | 1       |         |         |         | 1       | 1       |      | 3     |
| Венгрия          |         |         |         |         | 1       |         |         |         |      | 1     |
| Германия         | 3       | 3       | 3       | 2       | 1       | 4 3     | 1       | 1       |      | 17    |
| Ирландия         | 1       |         |         |         |         |         |         |         |      | 1     |
| Испания          |         |         | 1       |         | 1       |         |         |         |      | 2     |
| Италия           | 1+1     | 4       | 4       | 1       |         | 2       | 4       |         |      | 17    |
| Канада           | 1       | 3       | 3       | 4       | 2       | 3+1     | 4       | 4 3     |      | 23    |
| Китай            | 3       | 1       | 1 0     | 1       | 4       | 2       | 1       | 1       |      | 13    |
| Мальта           |         |         |         |         | 1       |         |         |         |      | 1     |
| Нидерланды       |         |         | 1       | 1       |         | 1       |         | 1       |      | 4     |
| Новая Зеландия   | 1 0     |         |         | 1       |         |         |         | 2       |      | 3     |
| Норвегия         |         |         |         | 3       |         |         |         | 2 1     |      | 4     |
| Польша           |         | 2       |         |         |         | 3       |         |         |      | 5     |
| Россия           |         | 4       | 1       | 1       |         | 4       | 3+1     |         |      | 10    |
| Словакия         |         |         |         |         |         |         |         | 1       |      | 1     |
| Словения         | 1       | 3       |         |         |         | 0+1     |         | 1       |      | 6     |
| США              | 4       | 1+1     | 4       | 4       | 4       |         | 4       | 4       |      | 26    |
| Украина          |         |         |         |         |         | 1       |         |         |      | 1     |
| Финляндия        |         |         |         | 2       |         |         |         | 2       |      | 4     |
| Франция          | 1       |         | 2+1     |         |         |         | 4       | 1       |      | 9     |
| Хорватия         |         |         |         |         |         |         |         | 0+1     |      | 1     |
| Чехия            |         |         | 1       |         | 1       | 1+1     | 2 1     | 1       |      | 6     |
| Швейцария        | 3       | 3       | 1       | 2       | 3 1     | 4       | 4 3     | 1+1     |      | 19    |
| Швеция           |         |         |         | 2       |         |         |         |         |      | 2     |
| Республика Корея |         | 2       |         |         | 2 1     | 1       |         |         |      | 4     |
| Япония           | 4       | 1 0     | 1       | 4       | 4       | 2       | 1       | 4       |      | 20    |
| ВСЕГО: 31 НОК    | 25      | 32      | 32      | 30      | 22      | 32      | 32      | 30      |      |       |